# Nasdaq
NASDAQ (National Association of Securities Dealers Automated Quotation) es el segundo mercado de valores y bolsa de valores automatizada y electrónica más grande de los Estados Unidos, siendo la primera la Bolsa de Nueva York, con más de 3800 compañías y corporaciones. Tiene más volumen de intercambio por hora que cualquier otra bolsa de valores en el mundo. Más de 7000 acciones de pequeña y mediana capitalización cotizan en la NASDAQ. Se caracteriza por comprender las empresas de alta tecnología en electrónica, informática, telecomunicaciones, biotecnología, y muchas otras más. Sus índices más representativos son el Nasdaq 100 y el Nasdaq Composite. Su oficina principal está en Nueva York y su actual director ejecutivo es Adena Friedman.

## Historia
Fue fundada por la National Association of Securities Dealers (NASD) y se privatizó en una serie de ventas en 2000 y en 2001. Pertenece y es operada por la compañía Nasdaq, Inc.
La Nasdaq tiene su raíz en la petición del Congreso de los Estados Unidos a la comisión que regula la bolsa (Securities and Exchange Commission, SEC) de que realizara un estudio sobre la seguridad de los mercados. La elaboración de este informe detectó que los mercados no regulados eran poco transparentes. La SEC propuso su automatización y de ahí surgió el NASDAQ Stock Market, cuya primera sesión se llevó a cabo el 8 de febrero de 1971.

### Hasta el año 2000
Entre 1997 y 2000, impulsó a 1649 empresas públicas y en el proceso generó 316 500 millones de dólares. Después de una profunda reestructuración en 2000, Nasdaq se convirtió en una empresa con fines de lucro y totalmente regida por accionistas. Actualmente continúa incrementando su capacidad en el volumen de transacciones, siendo capaz de transaccionar seis billones de acciones en un día. Hoy día, la sede de Nasdaq está alojada en un edificio del Times Square en Nueva York y se ha convertido en una atracción turística para los visitantes que acuden a la ciudad.
Uno de sus presidentes fue Bernard Madoff, exoperador de Wall Street a quien en diciembre de 2008 (ya como presidente de Madoff Investment Securities de New York) acusaron de un fraude gigantesco.

### 2000-2004

Durante la burbuja punto-com, el índice Nasdaq Composite se disparó a finales de la década de 1990. Luego cayó bruscamente al estallar la burbuja.

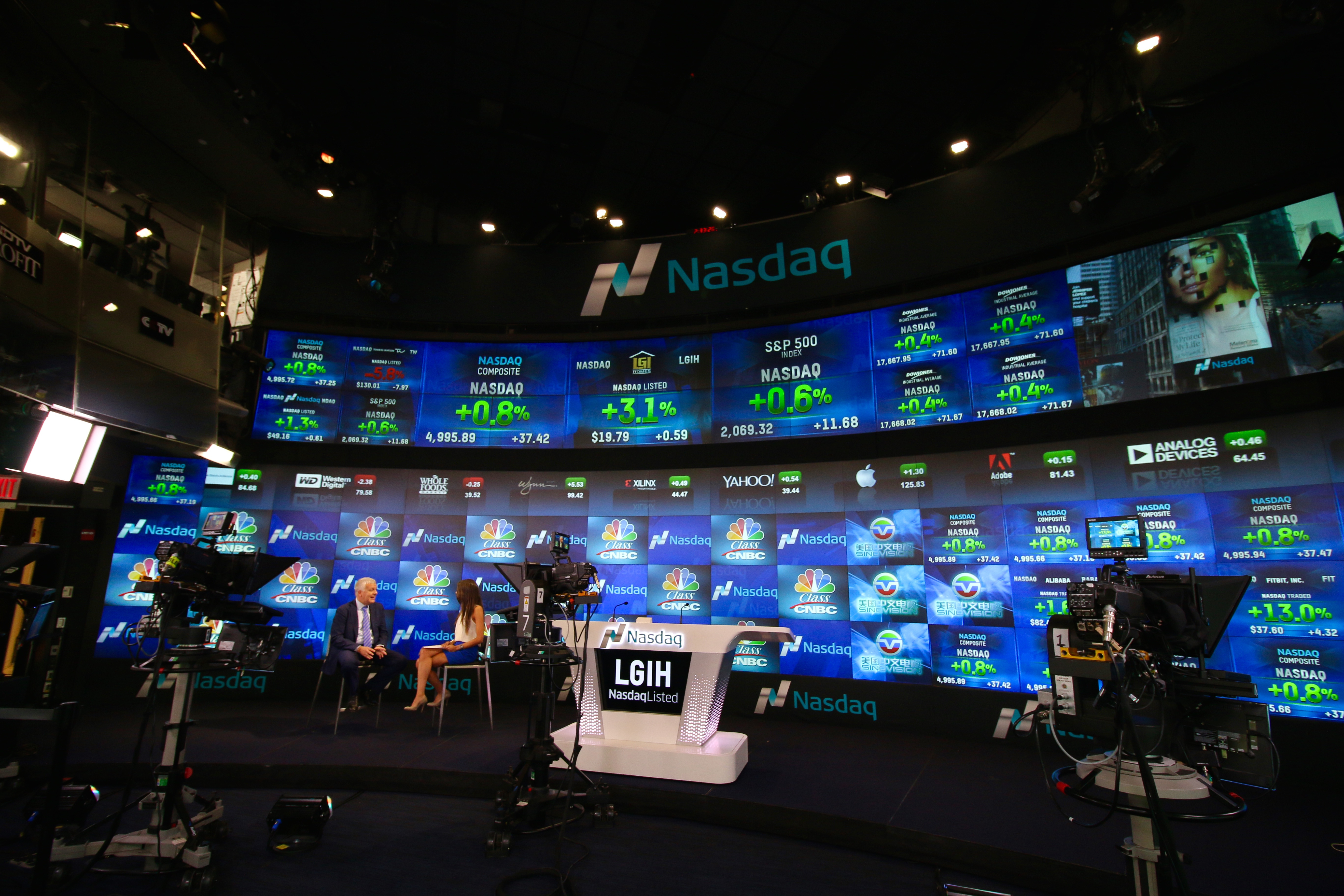
Estudio.

El 10 de marzo de 2000, el índice bursátil Nasdaq Composite alcanzó un máximo de 5132, pero cayó a 3227 el 17 de abril, y, en los treinta meses siguientes, cayó un 78 % desde su máximo.
En una serie de ventas en 2000 y 2001, FINRA vendió su participación en el Nasdaq. El 2 de julio de 2002, Nasdaq Inc. se convirtió en una empresa pública a través de una oferta pública de venta. En 2006, el estatus del Nasdaq Stock Market pasó de ser un mercado de valores a una bolsa de valores nacional autorizada.  En 2007, se fusionó con OMX, uno de los principales operadores bursátiles de los países nórdicos, amplió su presencia mundial y cambió su nombre por el de NASDAQ OMX Group. 
Para poder cotizar en la bolsa, una empresa debe estar registrada en la Comisión de Bolsa y Valores (SEC), contar con al menos tres creadores de mercado (empresas financieras que actúan como intermediarios o agentes de valores específicos) y cumplir unos requisitos mínimos de activos, capital, acciones públicas y accionistas.

### Desde 2005 hasta 2020
En diciembre de 2005, NASDAQ adquirió Instinet por 1900 millones de dólares, conservando la Inet ECN y vendiendo posteriormente el negocio de corretaje de agencias a Silver Lake Partners y a la dirección de Instinet.
La European Association of Securities Dealers Automatic Quotation System (EASDAQ) se fundó como equivalente europeo del Nasdaq Stock Market. Fue adquirido por NASDAQ en 2001 y se convirtió en NASDAQ Europe. En 2003, cerró sus operaciones como consecuencia del estallido de la burbuja puntocom. En 2007, NASDAQ Europa resucitó primero como Equiduct y fue adquirida por Börse Berlin ese mismo año.
En febrero de 2011, a raíz de la anunciada fusión de NYSE Euronext con Deutsche Börse, se especuló con que NASDAQ OMX e Intercontinental Exchange (ICE) podrían montar una contraoferta propia por NYSE. NASDAQ OMX podría estar[¿cuándo?] intentando adquirir el negocio de renta variable al contado de la bolsa estadounidense, ICE el de derivados. En ese momento, «el valor de mercado de NYSE Euronext era de 9750 millones de dólares. Nasdaq tenía un valor de 5780 millones de dólares, mientras que ICE tenía un valor de 9450 millones de dólares». A finales de mes, se informó de que Nasdaq estaba considerando pedir a ICE o a Chicago Mercantile Exchange que se unieran a lo que probablemente tendría que ser, de seguir adelante, una contraoferta de 11 000‑12 000 millones de dólares.
El 18 de junio de 2012, Nasdaq OMX se convirtió en miembro fundador de la Iniciativa de Bolsas de Valores Sostenibles de las Naciones Unidas, en vísperas de la Conferencia de Desarrollo Sostenible de Naciones Unidas (Río+20).
En noviembre de 2016, la directora de operaciones Adena Friedman fue ascendida a directora ejecutiva, convirtiéndose en la primera mujer en dirigir una bolsa importante en Estados Unidos.
En 2016, Nasdaq obtuvo 272 millones de dólares en ingresos relacionados con listados.
En octubre de 2018, la SEC dictaminó que la Bolsa de Nueva York y el Nasdaq no justificaban las continuas subidas de precios al vender datos de mercado.
En diciembre de 2020, NASDAQ anunció que eliminaría de sus índices a cuatro empresas chinas en respuesta a la Orden Ejecutiva 13959.

## Índices NASDAQ
Se cotizan en NASDAQ no solo las acciones de empresas de alta tecnología, por lo que ha aparecido un sistema de índices, cada uno de los cuales refleja la situación en el sector correspondiente de la economía. En la actualidad existen trece índices de este tipo, que se basan en cotizaciones de valores negociados en el sistema electrónico NASDAQ.

### Nasdaq Composite
El índice de Nasdaq Composite incluye acciones de todas las empresas que se cotizan en la bolsa de valores NASDAQ (más de 5000 en total). El valor de mercado del equity se calcula de la manera siguiente: el número total de acciones de la empresa se multiplica por el valor de mercado actual de una acción.

### Nasdaq-100
El Nasdaq-100 incluye las cien empresas más grandes en términos de capitalización, cuyas acciones se comercializan en la bolsa de valores NASDAQ. El índice no incluye empresas del sector financiero. Al año 2021, el 57 % de Nasdaq-100 son empresas de tecnología. En la bolsa de valores Nasdaq, el fondo con el símbolo ticker QQQ repite con alta fidelidad la dinámica de Nasdaq-100.

### Otros índices de NASDAQ
- NASDAQ Bank Index — para empresas del sector bancario
- NASDAQ Biotechnology Index — para empresas médicas y farmacéuticas
- NASDAQ Computer Index — para empresas que desarrollan software y hardware para computadoras
- NASDAQ Financial Index — para empresas del sector financiero, excepto bancos y compañías de seguros.
- NASDAQ Industrial Index — para empresas industriales
- NASDAQ Insurance Index — para compañías de seguros
- NASDAQ Telecommunications Index — para empresas de telecomunicaciones

## Disponibilidad de cotización
Las cotizaciones de Nasdaq están disponibles en tres niveles:
- El nivel 1 muestra la oferta más alta y la demanda más baja: cotización interna.
- El nivel 2 muestra todas las cotizaciones públicas de los animadores de mercado junto con la información de los operadores del mercado que desean comprar o vender acciones y las órdenes ejecutadas recientemente.[37]
- El nivel 3 es utilizado por los animadores de mercado y les permite ingresar sus cotizaciones y ejecutar órdenes.[38]